# Айгинин, Андрей Александрович
Андрей Александрович (Адьгам Равильевич) Айгинин (род. 19 января 1964, Москва) — советский и российский хоккеист, защитник. Мастер спорта СССР. Тренер.

## Биография
Воспитанник клуба «Крылья Советов», первый тренер Константин Николаевич Смирнов, учился также у Анатолия Алексеевича Сергеева и Александра Зарубина. Провёл за команду три матча — два в переходном турнире сезона 1980/81 и один — в чемпионате СССР 31 марта 1984 года в гостях против «Сибири» (7:1).
Выступал в низших лигах за «Буран» / ХК «Воронеж» (1984/85 — 1987/88, 1996/97), «Трактор» Липецк (1988/89), «Вятич» Рязань (1991/92), «Воронеж-2» (1996/97).
Бронзовый призёр чемпионата Европы среди юниоров 1982 года.
Окончил ГЦОЛИФК (1985).
Тренер в школах «Крылья Советов» (1998/1999), «Спартак» Москва (1999—2005, 2009/2010). Тренер (2012/13 — 1 октября 2015), главный тренер (1 октября — 16 ноября 2015) женского клуба «Арктик-Университет» (Ухта).